# Weinheim
Weinheim (in tedesco palatino Woinem) è una città tedesca situata nel Land del Baden-Württemberg.
Prima della rivoluzione francese, Weinheim aveva una maggioranza calvinista.

## Galleria d'immagini

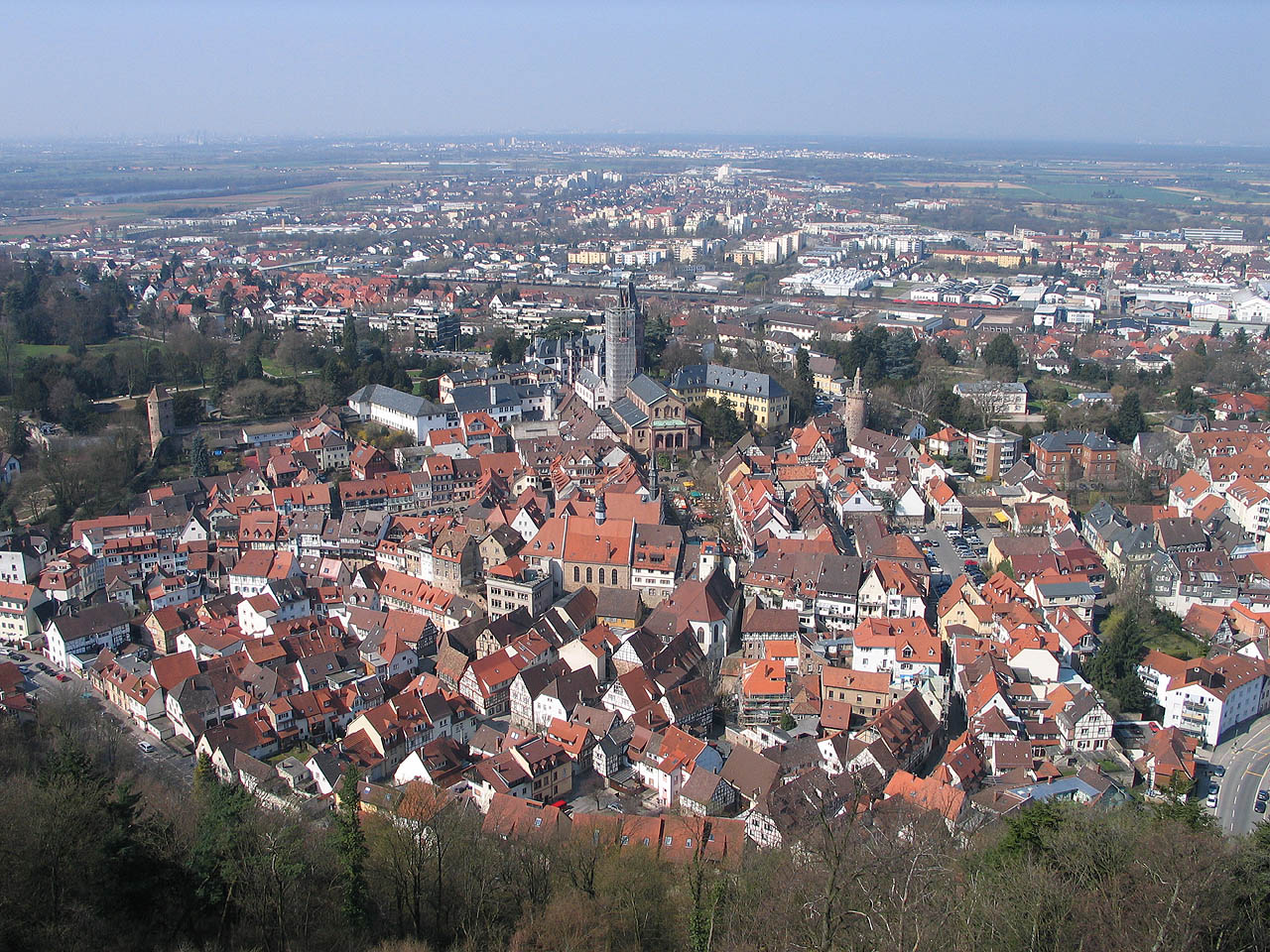
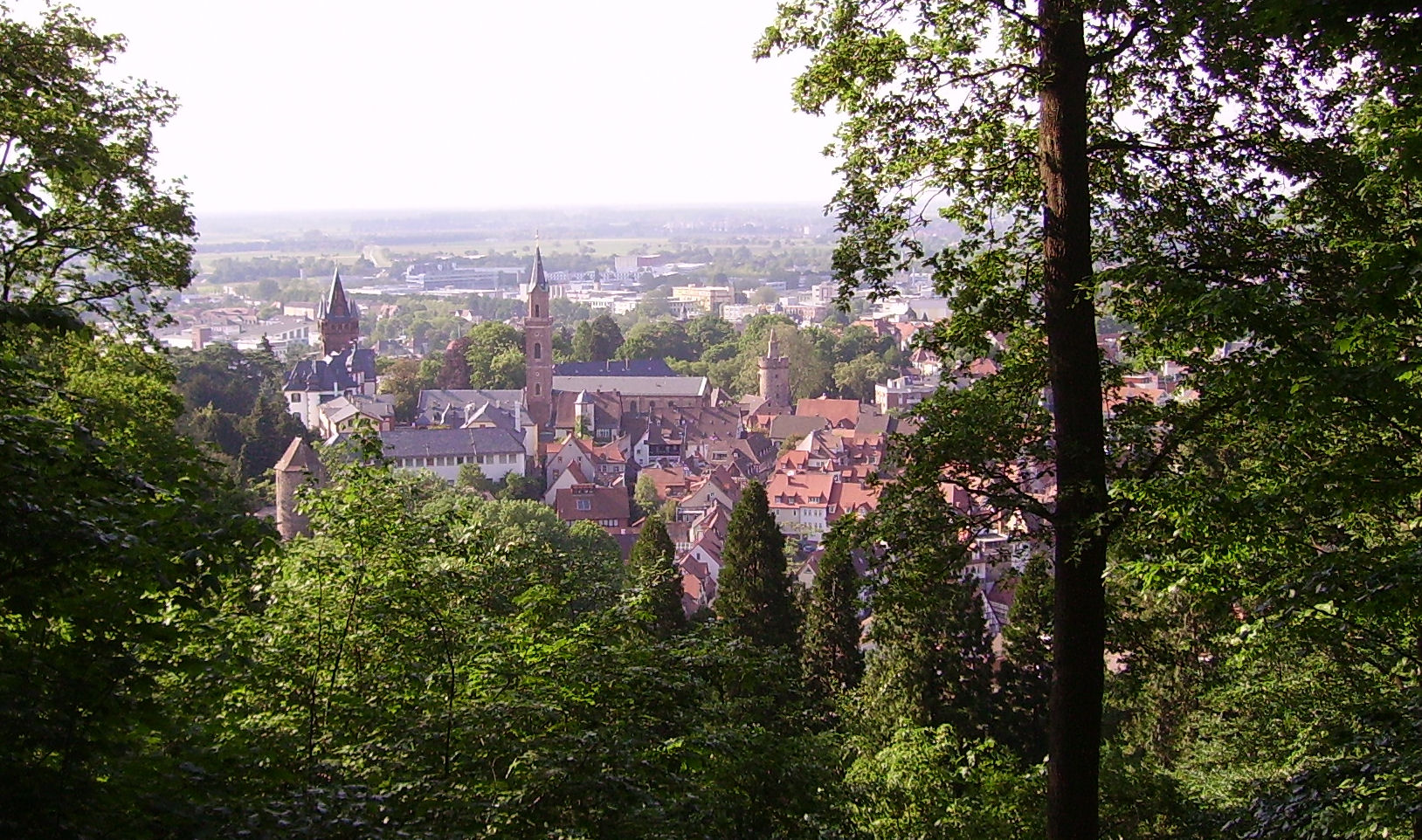
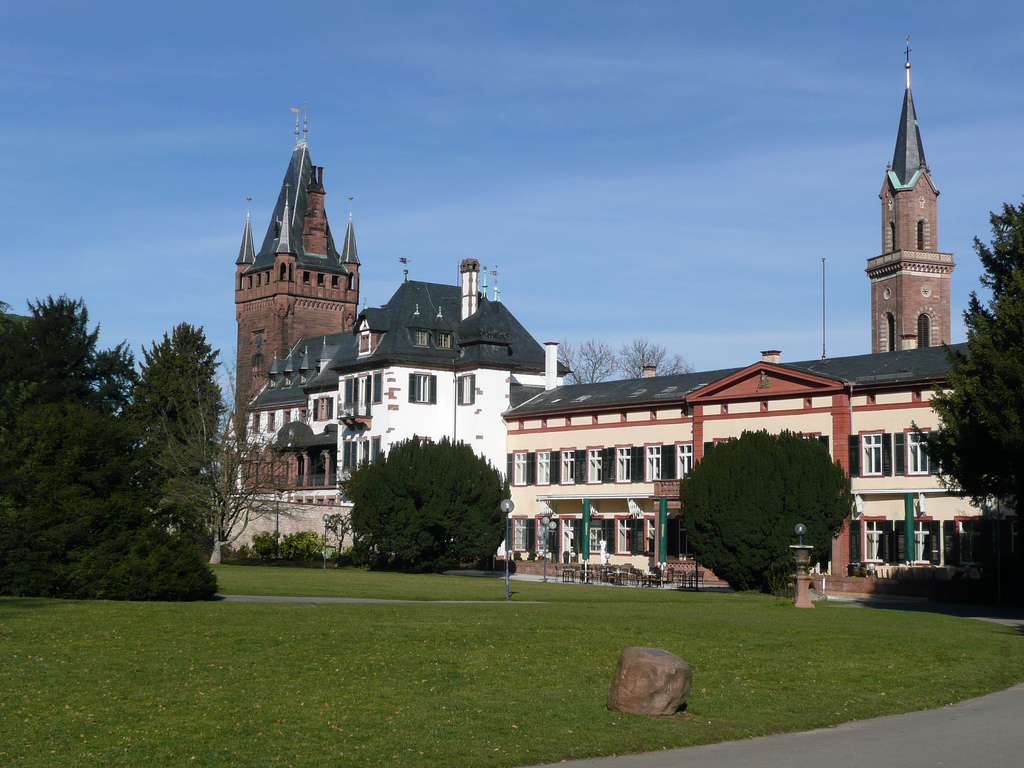

## Amministrazione

### Gemellaggi
- Imola, dal 1991[2]